# ニール・スミス (アメリカンフットボール)
ニール・スミス（Neil Smith 1966年4月10日- ）はルイジアナ州ニューオーリンズ出身の元アメリカンフットボール選手。ポジションはディフェンシブエンド。

## 経歴
ネブラスカ大学に在籍していた彼は1987年にオールアメリカンに選ばれ、1988年のNFLドラフト1巡目全体2位でカンザスシティ・チーフスに指名されて入団した。この年のドラフトで当初チーフスは全体3位のドラフト指名権を持っており全体2位はデトロイト・ライオンズが持っていたがスミスの獲得を確実なものとしたチーフスはライオンズと交渉しトレードアップして全体2位指名権を獲得した。6フィート4インチ、260ポンドの巨体ながら彼は40ヤード走で4.55秒の記録を持っていた。またアームスパンは7フィート1.5インチ（217cm）。
チーフスで彼は1988年から1996年まで、デンバー・ブロンコスで1997年から1999年まで、サンディエゴ・チャージャーズで2000年プレーした。その間プロボウルに6回（1991年-1995年、1997年）選出され、1993年には15サックをあげてシーズンサック王となった。ブロンコス時代には第32回スーパーボウル、第33回スーパーボウルで2つのチャンピオンリングを手にした。1998年シーズンのディビジョナルプレーオフ、38-3でマイアミ・ドルフィンズを下した試合では79ヤードのファンブルリカバータッチダウンをあげた。また第32回スーパーボウルでは彼のファンブルリカバーからブロンコスはFGにつなげている。
現役13シーズンで彼は105サック、12ファンブルリカバー、1ファンブルリカバーTD、4インターセプト、1インターセプトリターンTDの記録を残した。
現役引退後、彼はアリーナフットボールのカンザスシティ・ブリゲイドの共同オーナーも一時務めた。
2006年10月22日、チーフスの殿堂入りを果たした。

## 人物
彼はサックをあげた時のセレブレーションとしてアメリカ野球殿堂入りを果たしているカンザスシティ・ロイヤルズのヒーローであるジョージ・ブレットにちなんでバットを振る素振りを行った。
元チームメートのリッキー・シグラーと共にMiracle cars scamで50万ドルを損失したことも知られている。
彼がアリーナフットボールリーグのカンザスシティ・ブリゲイドの共同オーナーとなったのはハリケーン・カトリーナによる被害のため、ニューオーリンズ・ブードゥーがシーズン参加を断念し、その代わりとしてチームが結成されシーズンが開幕するほんの数ヶ月前のことであった。